# Dasyhelea ledi
Dasyhelea ledi är en tvåvingeart som beskrevs av Remm 1993. Dasyhelea ledi ingår i släktet Dasyhelea och familjen svidknott. Inga underarter finns listade i Catalogue of Life.